# Ceconomy

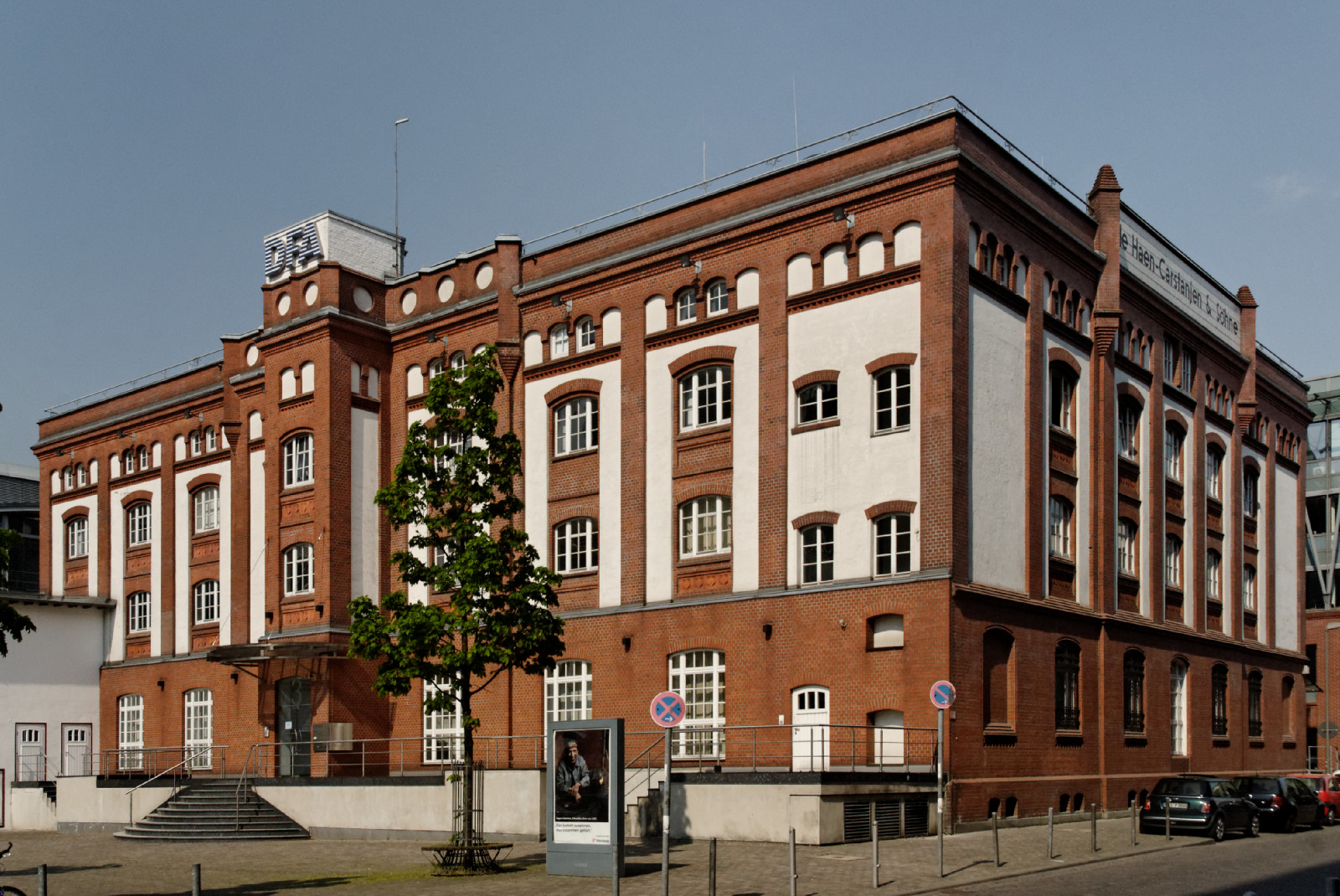
Kaistraße 3 in Düsseldorf-Hafen, Hauptsitz des Unternehmens

Die Ceconomy AG (Eigenschreibweise: CECONOMY) ist ein börsennotierter Handelskonzern mit Sitz in Düsseldorf. Seine Historie geht auf den Metro-Konzern zurück.
Neben MediaMarkt und Saturn gehört seit 2017 die Deutsche Technikberatung zum Konzern. Ceconomy betreibt mit Stand 2020 mehr als 1000 Elektronikmärkte in zwölf Ländern. 20 Prozent des Umsatzes wird online erzielt.

## Geschichte

### Entstehung des Unternehmens
Im März 2016 kündigte Metro eine umfassende Neuordnung seiner Geschäftseinheiten an. Der Groß- und Lebensmittelhandel sollte getrennt von den Elektronikmärkten fortgeführt werden. Dies sollte beiden Bereichen mehr Wachstum ermöglichen. Für Cash & Carry sowie Real wollte man weiterhin den Namen „Metro“ nutzen. MediaMarkt und Saturn sollten fortan unter dem Dach von „Ceconomy“ geführt werden. Hierbei handelt es sich um ein Kunstwort aus „Consumer Electronics“ und „Economy“.
Die Neuordnung wurde durch Eintragung im Handelsregister im Juli 2017 vollzogen, Ceconomy und Metro sind seitdem unabhängige Gesellschaften. Beide sind börsennotiert und waren im MDAX gelistet.

### Diversifizierung und Internationalisierung
Ceconomy startete als führender europäischer Elektronikhändler. Um diese Position auszubauen, setzte das Unternehmen auf eine Diversifizierung und Internationalisierung seiner Aktivitäten. Beispiele hierfür sind der Erwerb einer Mehrheit an der Deutschen Technikberatung und einer Minderheitsbeteiligung an den französischen Elektronik-Handelsketten Fnac Darty sowie die Zusammenführung des operativen Geschäfts in Russland mit M.video.
Als Reaktion auf den verschärften Wettbewerb mit Onlineplattformen entwickelte Ceconomy Pläne für eine noch engere Zusammenarbeit mit Fnac Darty und M.video, etwa im Einkauf für die Eigenmarken der Unternehmen. Die Allianz wurde letztendlich nicht realisiert. Der Einstieg bei Fnac Darty sorgte für einen neuen Schub bei dem langjährigen Konflikt mit dem MediaMarkt-Mitgründer Erich Kellerhals, der sich auch mit seinen Erben fortsetzte.

### Neuordnung der Gesellschafterstruktur
Ceconomy erbte von Metro den Konflikt mit Kellerhals, unter anderem gab es Kontroversen um die Strategie des Unternehmens und die Besetzung von Gremien. 2020 einigte sich Ceconomy mit Kellerhals’ Erben:
Der Konzern erwarb die verbleibenden Anteile an der Media-Saturn-Holding und sicherte sich damit die vollständige Kontrolle über seine wichtigste Tochtergesellschaft. Im Gegenzug erhielt die Beteiligungsgesellschaft Convergenta, die von der Familie Kellerhals kontrolliert wird, eine Sperrminorität an Ceconomy sowie Wandelanleihen und Barmittel. Convergenta, bisher Gesellschafterin der Media-Saturn-Holding, wurde dadurch zur Großaktionärin der Ceconomy.

### Übernahmeangebot durch JD.com
Ende Juli 2025 gab Ceconomy bekannt, dass der chinesische Onlinehändler JD.com ein freiwilliges öffentliches Übernahmeangebot angekündigt habe, das Vorstand und Aufsichtsrat von Ceconomy unterstützen. Operativ bleibe Ceconomy unabhängig, JD.com strebe keine Beherrschungs- und/oder Gewinnabführungsvereinbarung an. Die Ankeraktionäre Haniel, Beisheim, Freenet und Convergenta hätten bereits verbindliche Zusagen für rund 32 % des Aktienkapitals unterzeichnet. Convergenta behalte einen Anteil von rund 25,4 %.

## Aktionärsstruktur
Aktionärsstruktur, beruhend auf Stimmrechten
(Stand: September 2023):
- Convergenta Invest (Familie Kellerhals) – 29,2 %
- Franz Haniel & Cie. – 16,7 %
- Meridian Stiftung (Familie Schmidt-Ruthenbeck) – 11,1 %
- Freenet AG – 6,7 %
- Familie Otto Beisheim – 4,8 %
- Exor NV – 4,2 %
- Anderer Streubesitz – 27,3 % (nach Definition der Deutschen Börse zählen die Anteile von Beisheim und Exor zum Streubesitz, der sich demnach auf 36,3 % summiert)

### Börsennotierung
Das Grundkapital der Ceconomy AG war eingeteilt in ca. 356 Millionen Stammaktien (Stand: April 2021). Dazu kamen ca. zwei Millionen Vorzugsaktien ohne Stimmrecht. Auf der außerordentlichen Hauptversammlung am 12. April 2022 wurden die stimmrechtlosen Vorzugsaktien in Stammaktien mit Stimmrecht umgewandelt. Das Grundkapital besteht nun aus 359.421.084 Stammaktien mit Stimmrecht.
Die Ceconomy AG war von 2017 bis September 2018 Teil des MDAX und gehört seither dem SDAX an.

## Geschäftstätigkeit
Im Kern der Geschäftstätigkeit von Ceconomy steht der Verkauf von Consumer Electronics sowie die Information und Beratung sowie Installation und Reparatur entsprechender Produkte. Dabei agieren Tochtergesellschaften weitgehend unabhängig vom Konzern.
Ceconomy setzt verstärkt auf eine Verbindung der Märkte mit dem Online-Handel. Die Omnichannel-Strategie gilt als wichtigster Baustein für die Weiterentwicklung des Konzerns. Ceconomy hält am stationären Geschäft fest.

### Media-Saturn-Holding
Die Media-Saturn-Holding (auch MediaMarktSaturn Retail Group) mit Sitz in Ingolstadt bündelt das Geschäft unter den Marken MediaMarkt und Saturn. Die vormals eigenständigen Handelsketten sind seit 1990 gesellschaftsrechtlich verbunden.

### Deutsche Technikberatung
Die Deutsche Technikberatung (kurz DTB) mit Sitz in Hürth ist ein Dienstleistungsunternehmen, das Kunden bei Fragen zu Consumer Electronics unterstützt.

## Kennzahlen
Die Unternehmenskennzahlen haben sich wie folgt entwickelt:
| Jahr                                | 2017   | 2018   | 2019   | 2020   | 2021   | 2022   | 2023   | 2024   |
| ----------------------------------- | ------ | ------ | ------ | ------ | ------ | ------ | ------ | ------ |
| Umsatz (in Mio. Euro)               | 22.155 | 21.418 | 21.455 | 20.831 | 21.361 | 21.768 | 22.242 | 22.442 |
| Ergebnis nach Steuer (in Mio. Euro) | 526    | −94    | 121    | −237   | 222    | 126    | −39    | 76     |
| Bilanzsumme (in Mio. Euro)          | 8.364  | 8.544  | 8.163  | 10.516 | 10.743 | 10.077 | 9.734  | 10.745 |